# Amblypsilopus henanensis
Amblypsilopus henanensis är en tvåvingeart som beskrevs av Yang och Saigusa 1999. Amblypsilopus henanensis ingår i släktet Amblypsilopus och familjen styltflugor.
Artens utbredningsområde är Henan (Kina). Inga underarter finns listade i Catalogue of Life.